# 추상 게임

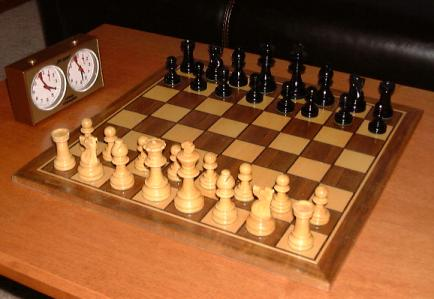
체스는 매우 잘 알려진 추상 게임 가운데 하나이다.

추상 게임은 게임에서 테마가 없는 게임을 가리킨다. 대표적으로 추상전략게임이 있다.